# La Citoyenne

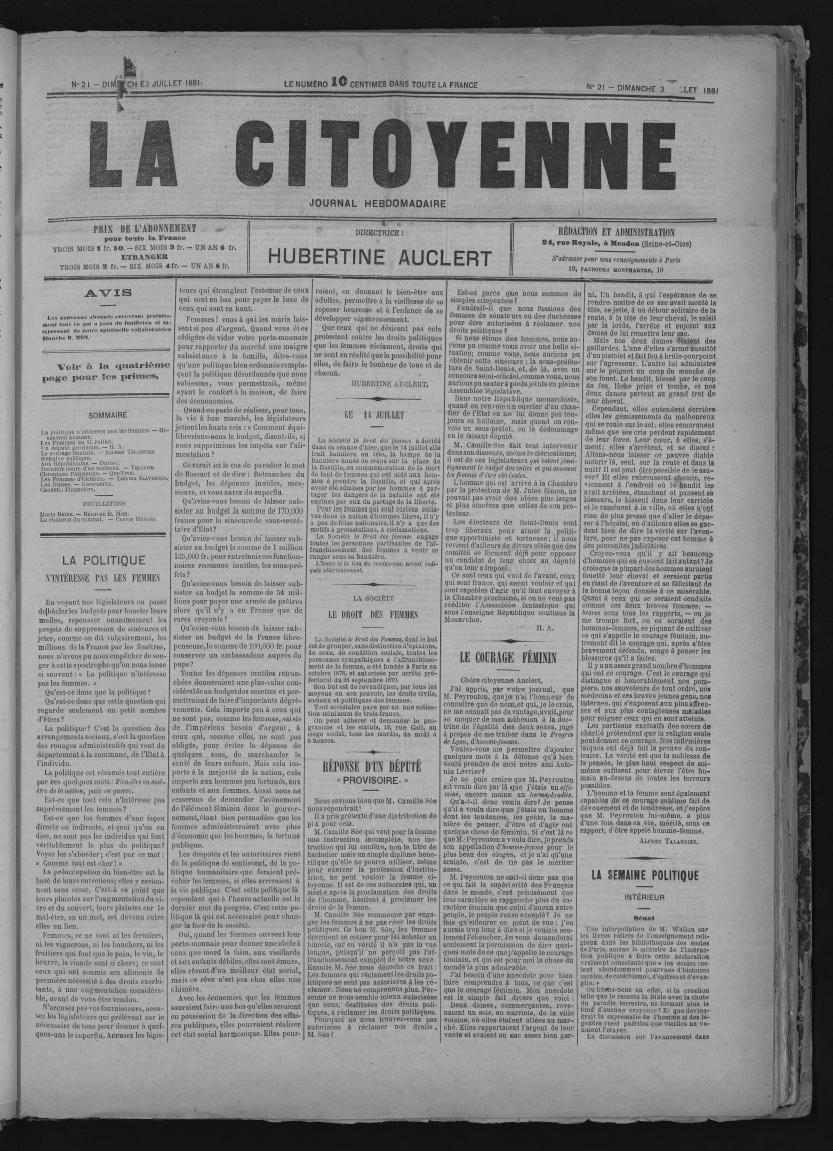
La Citoyenne, Ausgabe vom März 1881

La Citoyenne (französisch für „Die Bürgerin“) war eine Zeitung für Frauenrechte in Frankreich.
Sie erschien zweimonatlich von 1881 bis 1891. Gegründet wurde die Zeitung von Hubertine Auclert, unterstützt unter anderem von Maria Deraismes, Léon Richer und Marie Bashkirtseff.
Hauptschwerpunkt der Publikation war die im Code civil verankerte rechtliche Diskriminierung der französischen Frauen. La Citoyenne verglich die Lebensbedingungen von Frauen in anderen Ländern und in den französischen Kolonien mit denen der Frauen in Frankreich und stellte Gesetze in Frage, die die gesamte weibliche Bevölkerung unterdrückten. Die La Citoyenne vertrat einen radikal egalitären Feminismus und gilt trotz ihres kurzen Bestehens bis heute als eines der bedeutendsten Organe der französischen Frauenbewegung.